# Orothrips keeni
Orothrips keeni är en insektsart som beskrevs av Dudley Moulton 1927. Orothrips keeni ingår i släktet Orothrips och familjen rovtripsar. Inga underarter finns listade i Catalogue of Life.